# Natale Evola
Natale "Joe Diamond" Evola (22 de febrero de 1907 - 28 de agosto de 1973) fue un mafioso neoyorquino que llegó a ser brevemente jefe de la familia criminal Bonanno, al que sucedió Philip Rastelli, y le precedió Paul Sciacca como jefe en 1971.
Evola nació en la sección Bay Ridge de Brooklyn de padres Filippo y Francesca Evola, nativos de Castellammare del Golfo, Sicilia. Tuvo dos hermanos (Paul y Joseph Evola) y tres hermanas (Anna Evola, Josephine DiBarloto y Mamie Grazzo). Natale Evola nunca se casó y vivía con su madre en Bay Ridge.
El historial de arrestos de Evola incluiría con el tiempo coacción, posesión de armas y violaciones de la ley federal de estupefacientes. Evola estaba muy involucrado en el tráfico de narcóticos y en el chantaje laboral en el Garment District de Manhattan.
Evola era un estrecho colaborador de Joseph Bonanno, el jefe original de la familia criminal Bonanno. En 1931, Evola fue acomodador en la boda de Bonanno.
En 1957, Evola fue identificado en la infame Reunión de Apalachin en Apalachin, Nueva York y posteriormente acusado, junto con otras veinte figuras organizadas, de conspiración. El caso fue posteriormente anulado.
El 17 de abril de 1959, Evola fue condenado a 10 años de prisión federal tras ser declarado culpable de conspiración para distribuir narcóticos. Evola había ayudado a dirigir una gran organización que importaba heroína de Sicilia a Estados Unidos. Tras la jubilación del jefe de la familia Joe Bonanno en 1968, Evola se convirtió al parecer en el jefe de la familia. Muy involucrado en la industria del transporte por carretera en el Garment District, Evola cooperó con los líderes de la familia del crimen Genovese y Carlo Gambino de la familia criminal Gambino.
El 28 de agosto de 1973, Natale Evola murió de cáncer en el Columbus Hospital del Bronx. Está enterrado en Calvary Cemetery en Woodside, Queens, Nueva York.